# Joan Borrell i Nicolau

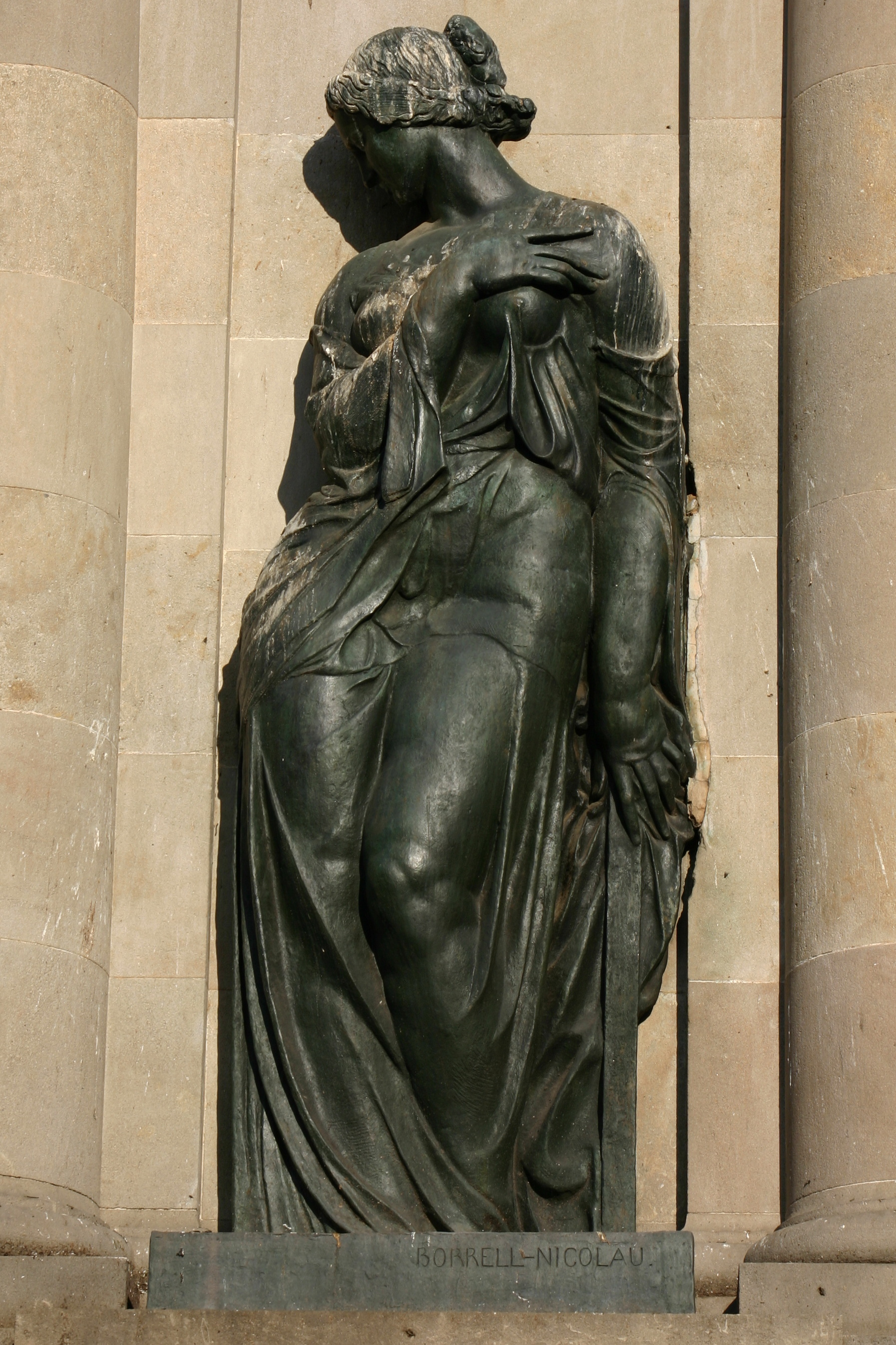
Dona a la Plaça de Catalunya

Joan Borrell i Nicolau (Barcelona, 13 d'agost del 1888 - 26 d'abril del 1951) fou un escultor català que conreà el noucentisme i el modernisme en les seves obres.

## Biografia
Fou fill del notari Joan Borrell i Giralt, de la Pobla de Segur, i de Dolors Nicolau i Borés, de Barcelona. Joan va residir a La Pobla de Segur, on l’any 1896 començà el batxillerat a l’Escola de Segon Ensenyament dels Pares Escolapis de Tàrrega (Urgell), fins l’any 1900 en que abandona els estudis i es trasllada a Barcelona, a casa de la seva avia materna i amb els seus germans Agustí i Josep. Al 1903 treballà una temporada amb Clarasó i Vallmitjana i, al mateix temps, es matricula a l'Escola de Belles Arts de Barcelona.
Instal·là el seu primer taller al carrer Bellver, actual barri de Gràcia a Barcelona l'any 1905. Es canvià de domicili al carrer Còrsega fins l’any i el 1909 fa el seu primer i breu viatge a París acompanyat d’una jove florista de les Rambles. Al 1911 comparteix taller temporalment amb l'escultor Esteve Monegal i Prat al carrer de Roger de Flor de Barcelona, on va fer el Retrat de Joaquim Folch i Torres, entre d'altres. En aquesta època coneix Josep Viladomat, que tenia llavors tretze anys, i el pren com a ajudant i alumne; posteriorment també tutelarà Cuairan i Martí Llauradó.
El 1913 fa el seu segon viatge a París, una estada de dos anys amb petites tornades a Barcelona. Allà conegué Picasso, Rodin, Arístides Maillol, Despiau, Bourdelle... Aquests últims s'interessaren pel jove escultor i el prengueren com a deixeble i alumne. El 1914 es trasllada a Prada, on sembla voler establir un taller al peu del Canigó. En les seves estades a Barcelona es fa soci del Cercle Artístic i fa l'esborrany de la medalla que aquesta entitat regalà a Tórtola València, però sempre retorna a París per continuar la seva feina fins al 1916, quan retorna definitivament a Barcelona i compra un terreny al barri de la Bonanova amb la intenció d’establir-hi el taller definitiu, on tingué alumnes com els escultors Granyer i Rebull. A l’any següent instal·la taller a Madrid.
Contrau matrimoni amb Encarnació Gimeno i Zaragoza el 1921 i trasllada la seva residència a Can Tamis de Sant Andreu de Llavaneres (Maresme), on hi naixerà la seva primera i única filla, Maria Lluïsa.
L’any 1928 viu a cavall entre Barcelona i Madrid i, tot i que vivia més a la capital espanyola, feia més encàrrecs per a la capital catalana. L’any següent es trasllada a Barcelona i al 1936 marxa de nou i s'instal·la a París, a la Rue Gay Lussal, Montparnasse. El 1937 torna a fer maletes i marxa a viure a Perpinyà i, segons sembla, munta un taller a Rodés. Acabada la guerra, retorna a Barcelona i, a finals d’any, la família March de Mallorca l’ofereix d’adquirir obra seva, fet que comportà una època daurada a l’illa que perdurà fins a la seva mort i marcà la darrera etapa de l'escultor. S'instal·la a Palma, tot fent estades intermitents entre Barcelona i l’illa balear, on també estableix un taller. Des d’aquell moment, treballa de forma simultània als tallers de Barcelona, Madrid i Palma. Va passar un temps a Cadaqués, mentre preparava el monument a Juli Garreta de Sant Feliu de Guíxols.
Un any abans de la seva mort, el 15 d’abril, és nomenat membre de la Reial Acadèmia Catalana de Belles Arts de Sant Jordi, on va fer una exposició i va llegir la seva memòria, La Serenidad, valor perdurable en la plàstica. Finalment, el 26 d’abril de 1951 mor a la Clínica Plató de Barcelona durant una operació d’hèrnia intestinal.

## Estil escultòric
Joan Borrell i Nicolau va trobar en l'esperit clàssic grec la concreció de tots aquests anhels de civilitat, ordre i sapiència relacionats amb el noucentisme que començava a despuntar a començaments del segle XX a Catalunya. Un ideal al qual va saber aportar el pes de la tradició catalana i els avenços de la modernitat del nou segle que iniciaven.

Retrat de la senyora Mercader (1930), bust en caoba al Museu Abelló, Mollet del Vallès

Borrell va excel·lir en els generes del retrat i la figura femenina. En el primer, va saber captar la psicologia del model amb un tractament molt personal dels volums, certa duresa i, paral·lelament, va conrear un cànon femení personal, robust i fort, que s'anava imposant en la seva obra coma símbol dels valors noucentistes i de la civilització mediterrània. Les característiques habituals de les dones representades en les escultures de Borrell son torsos nus, esquenes amples, braços musculosos, llavis molsuts i faccions dures.També cal mencionar una tercera categoria molt important de l’artista, la de l’escultura pública.
Comença a rebre els primers encàrrecs pels volts de 1910, on anirà gestant un caràcter escultòric propi que anirà madurant i que mantindrà, amb petites variacions evolutives, fins als darrers dies de la seva vida.
Borrell reconeixia i es deixava influir per les idees i l’obra d'Auguste Rodin, que considerava un dels grans renovadors de l'escultura moderna, tot i que rebutjava el seu dramatisme, agafant del mestre la sensibilitat més simbolista. També agafa el concepte del bloc, del devastat, fruit de la reinterpretació del non finito de Miquel Àngel. Son moltes les obres en què Borrell i Nicolau empra aquest recurs, malgrat ho fa de manera més mesurada. Alguns exemples son Crepuscle o Despertar (1916), La Ricarda (1930), Rollande (1933), però, sobretot, Desconsol (1934) és segurament la que més s'acosta a l’ideari del mestre francès. En l’obra Retrat de la senyora Mercader (Rosa Farrés) (1928 versions en bronze i marbre; 1930 versió en fusta conservada a la Fundació Municipal Joan Abelló) l'escultor evidencia la idea de bloc mitjançant els acabats, que permeten intuir quin era el perímetre original del bloc, detall que l'escultor no sols no amagava sinó que potenciava.
Però serà en la figura d'Arístides Maillol on troba un veritable referent que el relaciona directament amb el concepte de l'escultura clàssica i que manifesta en el seu discurs d’ingrés a la Reial Acadèmia Catalana de Belles Arts de Sant Jordi:
| « | Maillol, con su Plástica, influye en sentido total (...). Las formas reviven de nuevo bajo un sol y cielo del todo helénicos. El insigne maestro rosellonés, modela y construye los torsos y desnudos cara el Mediterráneo (...): la forma se impone y de la cadencia en los volúmenes se exprime la esencia de la belleza mediterránea. Y es en esa orientación de Maillol, que nosotros creemos para la renovación y afirmación de la Plástica contemporánea | » |
| — Joan Borrell i Nicolau, Fragment del discurs d’ingrés a la Reial Acadèmia Catalana de Belles Arts de Sant Jordi. | |   |

Tanmateix, el seu estil encara no és definit, es troba en un procés de recerca on prova, experimenta i es deixa influir pels seus coetanis. En l’obra Maternitat (1910), Borrell transmet uns ideals i concepte de família dins d'aquesta idea clàssica, obra que pot trobar paral·lelismes en peces d’artistes com Enric Bassas o Frederic Marès. També l’obra d'Ismael Smith, concretament el seu decadentisme, serà un dels seus referents de joventut; La Petita estatueta policromada (1911), n’és un bon exemple. Borrell, finalment, optarà per una escultura més rotunda, preocupada pel volum i el ritme.
| «                        | La estatuaria (...) responde únicamente a un resultado de belleza logrado exclusivamente por la propia forma y ritmo en la armonía de sus volúmenes | » |
| — Joan Borrell i Nicolau | |   |

Aquest interès pels volums plens i rotunds, per la figura femenina ferma i musculada, es dibuixa ja pels voltants del 1912, on es pot veure a les escultures que presenta al concurs per a optar a la realització del monument a Jacint Verdaguer: La poesia mística (1912). Aquí s'hi resumeixen perfectament els trets constats en l’obra de l'escultor: serenitat, essencialitat, presència i ritme.
La seva escultura pesa, és de volums rotunds, una producció que s'arrela a la terra però que alhora troba en el ritme del gest, la posició dels braços i la cadència de les teles un moviment que alleugera la composició i la dota de gràcia. Borrell admirava de l'escultura clàssica aquest equilibri entre el moviment i la quietud, allò subtil emprat per donar vida a la matèria. Però allò que més pren i el motiu que el connecta amb el món clàssic és específicament l'essencialitat, és a dir, malgrat que l'escultor es recreï en el treball de drapejats i teles, evita l'exuberància barroca i s'aproxima més a la sensibilitat i la contenció renaixentista de l’obra de Miquel Àngel, emprant el recurs anomenat terribilità.

L'escultor entén la figura femenina com l’arquetip i la representació perfecta de totes les virtuts; esdevé símbol de bellesa, vida, origen, bé, veritat, essent així representada com a dona, mare, però també coma Eva, nimfa o deessa. Les dones que esculpeix Borrell no són gràcils, són fortes, dones catalanes de camp però amb la gràcia dels deus; humils, sàvies, que actuen com a punt d’enllaç entre la tradició de tota una terra i la modernitat dels nous temps. Per bé que Joan Borrell vulgui mantenir l'esperit clàssic seguint el noucentisme, sempre ho fa des d’una mirada moderna, transmetent una idea de modernitat, una dona actual però carregada de serenitat i ordre.

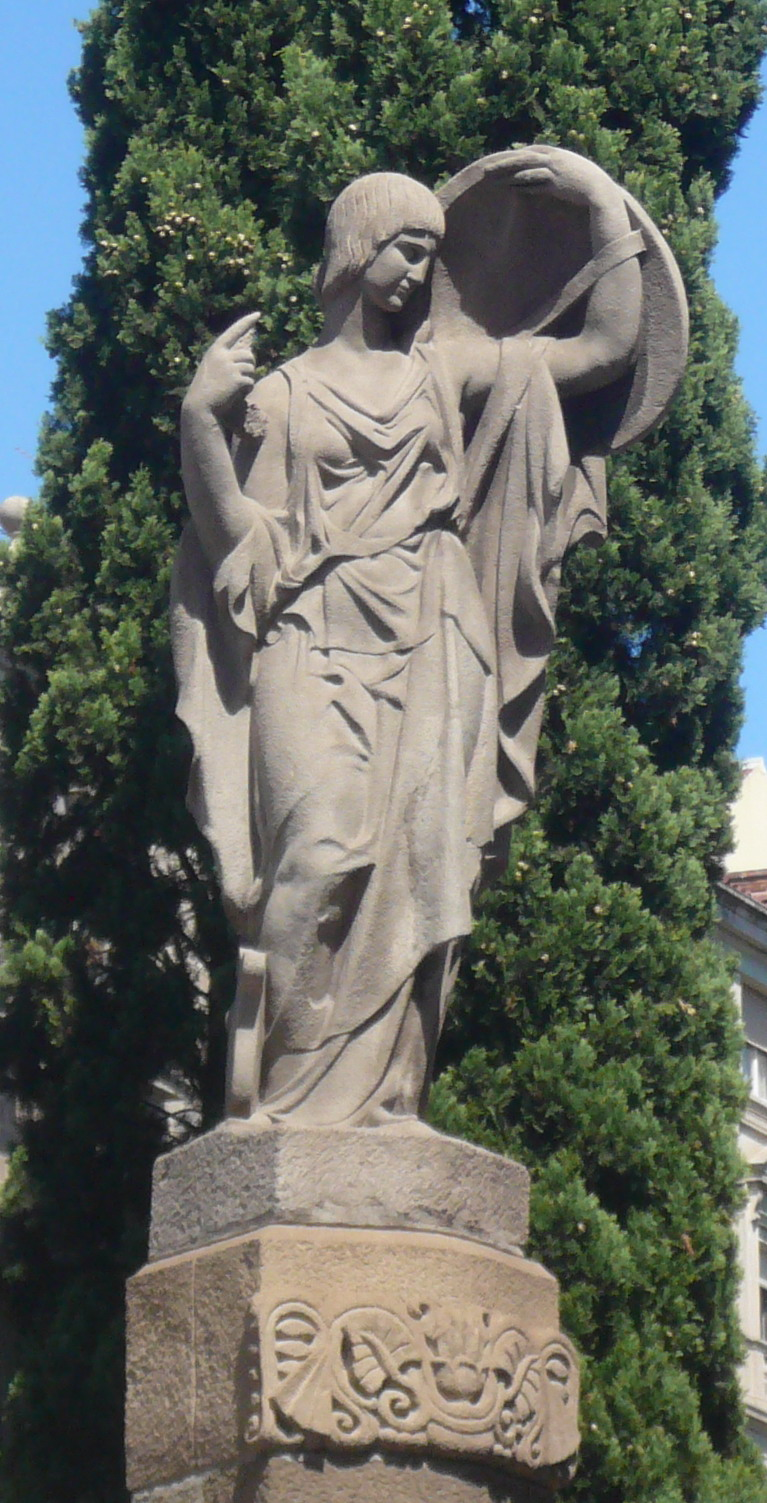
Al·legoria de la Poesia Èpica en conjunt amb el monument a Mossèn Jacint Verdaguer

### L'escultura pública
La primera obra pública data de l’any 1911, quan l'escultor tenia vint-i-tres anys va rebre un encàrrec per a decorar amb dues escultures exemptes, dos àngels de pedra alats, la porta d’entrada de la nova església de la Mare de Déu del Carme al barri del Raval de Barcelona, edifici projectat per Josep Maria Pericas. Ambdós personatges eren membres del Cercle Artístic de San Lluc. Tot i ser d’una etapa primerenca, ja s'intuïen alguns dels trets que van caracteritzar la seva obra pública: figures corpulentes amb volum concís, interès pels detalls, lleu geometrització dels rostres, sensació de moviment i representació de grans teles cenyides al cos, tot envoltat per un cert aire arcaïtzant. L'estil de Borrell encaixava amb l'estètica clàssica que buscava el noucentisme, que pretenia convertir Barcelona en una ciutat moderna amb espais singulars i representatius.
L’any 1912, la Diputació de Barcelona va convocar un concurs per a construir un monument en commemoració del centenari del naixement de mossèn Jacint Verdaguer; Pericas i Borrell van presentar un projecte en conjunt sota el nom d’Hespèrides, on l'escultura de Borrell feta en bronze mostra l’interès de l'escultor per transmetre la psicologia del personatge per mitjà de l'expressió del rostre i la posició del cos, copsant el moment de creació del poeta. Finalment, es va acceptar la part arquitectònica del projecte, aquella de Pericas, i es va rebutjar la de Borrell, tot i que, en un nou concurs, va ser escollit.
| « | ...efectivament he guanyat, com te penses, el monument de Mossen Cinto: s'ha aprovat la part arquitectònica del meu, pro no la escultòrica que queda somesa a un nou concurs. Això vol dir que l'escultor Borrell que anava aliat amb mi, ha tingut el seu disgust, pro jo crec que en definitiva serà ell qui guanyarà aquest ultim concurs | » |
| — Carta de Josep Maria Pericas a Ramon d'Alòs-Moner i de Dou, 04/04/1913, Arxiu de l'Institut d’Estudis Catalans | |   |

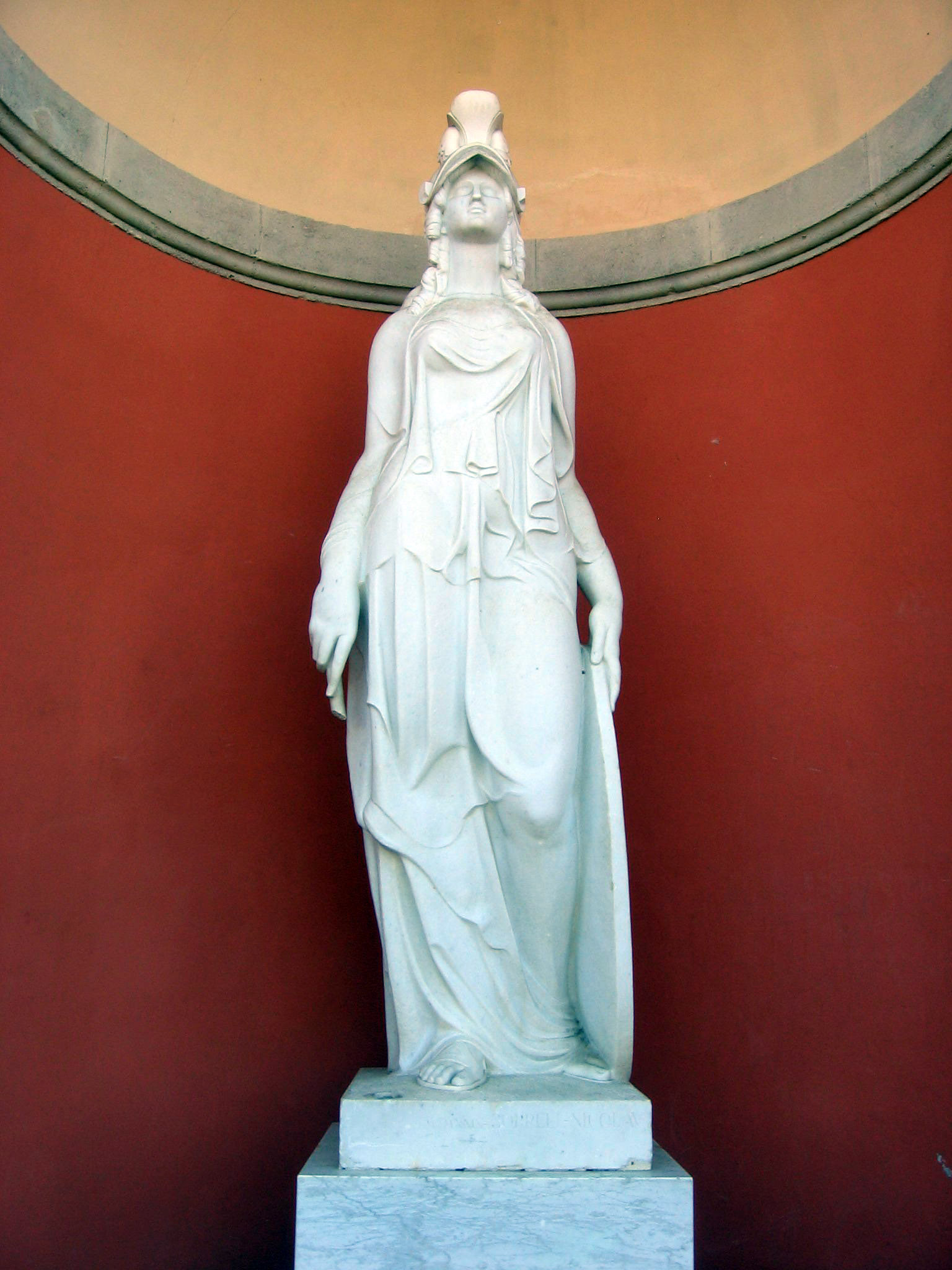
Escultura Minerva en bronze i marbre sobre la Font de l'Aurora

Borrell també executà un dels conjunts més significatius de l'escultura de començament de segle a Catalunya: Al·legories de la Poesia èpica, popular i mística (1912), tres escultures en pedra que flanquegen el monument a Verdaguer. Representen al·legories i cadascuna porta els seus atributs: l'escut, la gerra i la lira, respectivament. La posició dels cossos, en lleu moviment, i el treball dels rostres ajuden a copsar la atemporalitat de l'escultura clàssica. El conjunt del monument (Jacint Verdaguer i Al·legories) no s'inaugurà fins a l’any 1924.

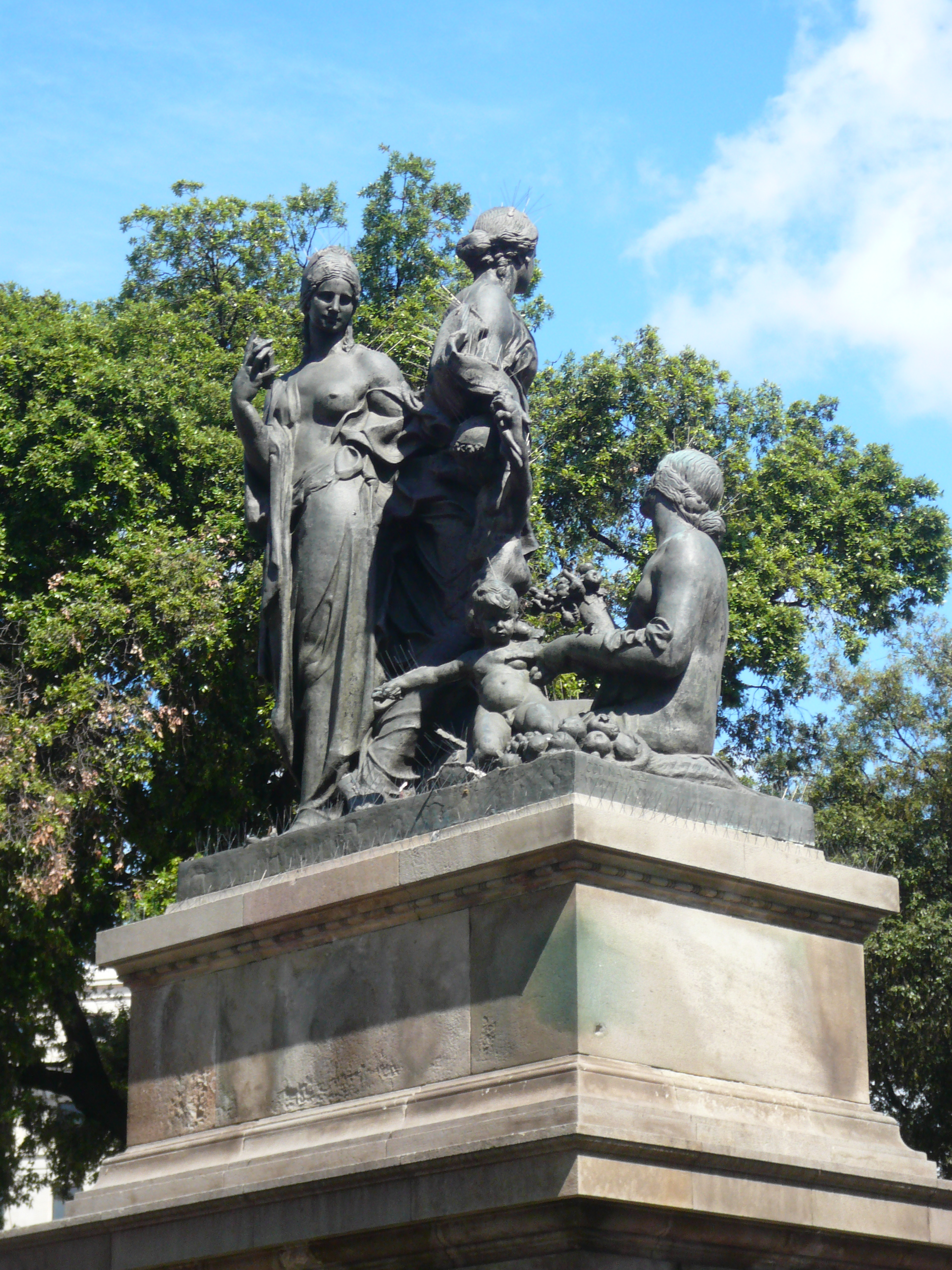
Escultura en bronze Al·legoria de la provincia de Lleida a la Plaça de Catalunya, Barcelona

Amb l’arribada de la dictadura de Miguel Primo de Rivera, també l’any 1924, comença un període d’apropiació de l’art públic per part de la dictadura per explotar les possibilitats propagandístiques que aquest ofereix. Aquesta política de monumentalització s'accentua a partir de l’any 1927, en preparació de l'Exposició Internacional. Ja en un període de maduresa, Borrell rebé l'encàrrec de projectar un gran monument a l'extrem superior de Passeig de Gràcia, el qual constaria de divuit escultures en un marcat caràcter escenogràfic; d’aquestes, només es va dur a terme la part que corresponia a la Font de l’Aurora i sobre la que s'alçava una Minerva en marbre i bronze (amb un casc i una llança), situada en un petit estany a dos nivells i sobre una barca que subjectava dos cavalls que emergien de l’aigua, dirigits per Hèlios i Selene. Envoltant el conjunt hi havia quatre columnes amb capitells corintis, sobre els quals descansaven quatre àguiles. El conjunt, inaugurat l’any 1929, fou desmantellat el 1933 per la identificació de l’obra amb la iconografia de la dictadura. Les peces es van dispersar.
En el mateix context, cal emmarcar el concurs convocat l’any 1927 per l'Ajuntament de Barcelona amb motiu de la urbanització de la Plaça de Catalunya. Francesc de Paula elaborà el projecte i Borrell fou convidat a participar-hi; presentà dos guixos (masculí i femení), conservats ara al MNAC. Finalment, l’obra definitiva fou una Al·legoria de la província de Lleida composta per cinc figures en bronze, tres dones i dos infants, que semblen protagonitzar una escena de maternitat. Els cossos de les dones, una ajaguda i les altres dretes, en actitud relaxada, s'endevinen rere les túniques en un conjunt equilibrat. L’altra escultura que decora una de les columnes del perímetre de la plaça es titula Figura de dona. Recolzada en un mur, resulta molt representativa de l'estil de l'escultor ja que s'entreveu el lleu moviment, evocat per la posició de la cama esquerra i la postura del maluc i amb el braç dret se subjecta la roba a l’altura del pit. S'ha identificat com una versió de la Venus púdica.

## Obres destacades

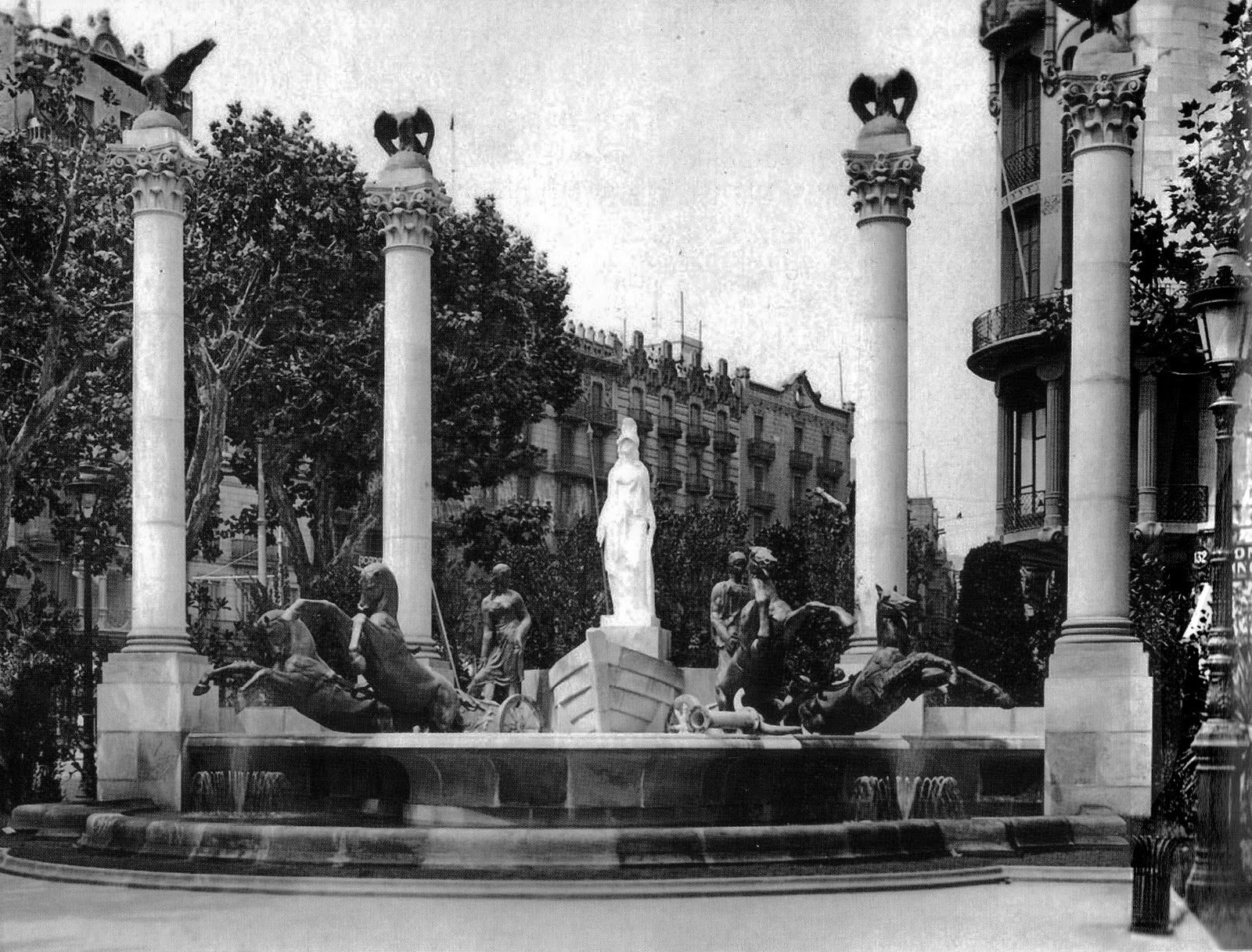
Font de l'Aurora.

- 1910- Font de la Maternitat. Montjuïc. Barcelona
- 1911- Retrat de Joaquim Folch i Torres
- 1912- Estàtua de Jacint Verdaguer, al Monument a Mossèn Jacint Verdaguer, Barcelona
- 1912- Bust de Jacint Verdaguer. Vic
- 1916- Sepulcre del bisbe Torras i Bages. Catedral de Vic
- 1918- Bust d'Enric Prat de la Riba. Generalitat de Catalunya i Museu de Castellterçol
- 1927- Esperit Popular o Lleida. Barcelona
- 1929- Font de l'Aurora. Barcelona
- 1929- Sainz de la Maza. Museu Nacional d'Art de Catalunya. Barcelona
- 1929- Damià Ramis. Museu Reina Sofia. Madrid
- 1930- Retrat de la senyora Mercader, Museu Abelló, Mollet del Vallès
- 1934- El despertar. Museu Nacional d'Art de Catalunya. Barcelona
- 1939- Verge de Ribera. Pobla de Segur
- 1943- Chopin. Cartoixa de Valldemossa
- 1944- Verge Immaculada. Església Sant Sebastià. Palma
- 1949- Jaume Balmes. Vic
- 1951- Naixement de Venus. Museu Nacional d'Art de Catalunya. Barcelona
- 1951- Santiago Rusiñol. Palma